# Revija kraških pihalnih godb
Album Revija kraških pihalnih godb je bil posnet v živo na 9. reviji kraških pihalnih godb: 19. januarja 2003 v Športno kulturnem centru v Zgoniku (posnetki 1 do 5), 26. januarja 2003 v Kulturnem domu v Gorici (posnetki 6 do 9), 2. februarja 2003 v Domu na Vidmu v Ilirski Bistrici (posnetki 10 do 14) in 9. februarja 2003 v Kulturnem domu v Hrpeljah (posnetki 15 do 18).
Izšel je leta 2004 na glasbeni CD plošči v nakladi 600 izvodov.

## Seznam posnetkov
| CD              | CD                                      | CD                   | CD                       | CD              | CD      |
| Št.             | Naslov                                  | Besedilo             | Glasba                   | Priredba        | Dolžina |
| --------------- | --------------------------------------- | -------------------- | ------------------------ | --------------- | ------- |
| 1.              | „Zlatorog‟                              |                      | V. Štrucl                |                 | 2:58    |
| 2.              | „V dolini tihi‟ (4. stavek: »Na sejmu«) |                      | E. Glavnik               | V. Mustajbašić  | 5:12    |
| 3.              | „Countdown‟                             |                      | M. Schneider             |                 | 3:20    |
| 4.              | „Venček slovenskih narodnih‟            |                      |                          | J. Privšek      | 2:44    |
| 5.              | „Vranjarski Čoček‟ (ljudska)            |                      |                          | M. Simić        | 4:47    |
| 6.              | „Mamutschka‟                            |                      | W. Hautvast              |                 | 7:20    |
| 7.              | „The Lion King‟ (medley)                |                      | E. John                  | H. Zimmer       | 6:42    |
| 8.              | „Killing me softly‟                     |                      | C. Fox                   | L. Foster       | 3:38    |
| 9.              | „Tratata, zdaj igra naša muzika‟        | F. Milčinski – Ježek | B. Adamič                | V. Marković     | 3:15    |
| 10.             | „Caesar and Kleopatra‟                  |                      | G. Boieldieu             |                 | 6:39    |
| 11.             | „Drachsel Marsch‟                       |                      | J. Fučík                 |                 | 2:33    |
| 12.             | „Agropop in Concert‟                    |                      | A. Klinar, P. Poljanšek  | E. Križmančič   | 5:14    |
| 13.             | „Rocking Marsch‟                        |                      | K. Pfortner              |                 | 2:52    |
| 14.             | „The Swinging Bones‟                    |                      | F. Drake                 |                 | 3:59    |
| 15.             | „Alison's Dance‟                        |                      | P. Arron                 |                 | 2:53    |
| 16.             | „Mister Joe‟                            |                      | J. Grain                 |                 | 3:18    |
| 17.             | „Disney Blockbusters‟                   |                      |                          | J. Higgins      | 5:06    |
| 18.             | „ABBA Gold‟                             |                      | B. Andersson, B. Ulvaeus | R. Sebregts     | 6:33    |
| Skupna dolžina: | Skupna dolžina:                         | Skupna dolžina:      | Skupna dolžina:          | Skupna dolžina: | 79:03   |

## Sodelujoči

### Godbeno društvo Prosek
igra na posnetkih: 1 in 2
- Aljoša Starc – dirigent

### Kraška pihalna godba Sežana
igra na posnetkih: 3 in 4
- Ivo Bašič – dirigent

### Pihalni orkester Komen
igra na posnetku: 5
- Simon Perčič – dirigent

### Pihalni orkester »Kras«Doberdob
igra na posnetku: 6
- Igor Peric – dirigent

### Godbeno društvo »Viktor Parma«Trebče
igra na posnetku: 7
- Leander Pegan – dirigent

### Postojnska godba 1808
igra na posnetkih: 8 in 9
- Ivo Bašič – dirigent

### Pihalni orkester Ilirska Bistrica
igra na posnetku: 10
- Josip Grgasović – dirigent

### Pihalni orkester »Breg«Dolina
igra na posnetkih: 11 in 12
- Fiorenzo Muscovi – dirigent

### Godbeno društvo Nabrežina
igra na posnetkih: 13 in 14
- Sergio Gratton – dirigent

### Brkinska godba 2000
igra na posnetkih: 15 in 16
- Tomaž Škamperle – dirigent

### Pihalni orkester Divača
igra na posnetku: 17
- Iztok Felicjan – dirigent

### Pihalni orkester Ricmanje
igra na posnetku: 18
- Marino Marsič – dirigent

### Produkcija
- Marino Marsič – urednik
- Rinaldo Vremec – urednik
- Aleksi Jercog – snemalec in producent
- Vasja Križmančič – snemalec
- JPStudio Jože Požrl Divača – oprema in grafično oblikovanje
- Racman AVS studio Ljubljana – izdelava
- Tiskarna Mljač, Divača – tisk